# Кампо Пјано (Салерно)
Кампо Пјано је насеље у Италији у округу Салерно, региону Кампанија.
Према процени из 2011. у насељу је живело 197 становника. Насеље се налази на надморској висини од 353 м.